# Daihatsu Rocky
La Daihatsu Rocky est un petit 4x4 produit par le constructeur automobile japonais Daihatsu de 1984 à 1998, après l'ouverture d'une usine de Daihatsu en Chine. Il a été restylé en 1994.

## Caractéristiques techniques
Propulsé par un 2,8 litre atmosphérique puis par le même 2,8 litre turbo-compressé Daihatsu à quatre cylindres, le Rocky était un véhicule tout-terrain robuste et une bonne alternative aux 4x4 plus grands et plus coûteux. Il était disponible en 3 portes et en cabriolet vitré mais aussi en version bâché et a été l'un des premiers petits 4x4 construits pour le marché japonais. Le Rocky Wagon était aussi un cabriolet à trois portes, mais avec une grande porte arrière pour transporter plus d'objets. L'option de transmission était seulement une boîte manuelle à cinq vitesses. Deux versions ont été commercialisées à vitesse courte, manuelle ou par action avec électrovanne.
Le Rocky possède un cousin développé par un autre fabricant: le Bertone Freeclimber propulsé par des moteurs BMW et disponible en différentes versions bien plus luxueuses que les versions proposées par Daihatsu.
En 1998, son successeur est le Daihatsu Terios.
Il existe un autre modèle nommé Rocky, il s'agit d'un petit SUV urbain lancé en 2019 et vendu au Japon et en Indonésie uniquement.

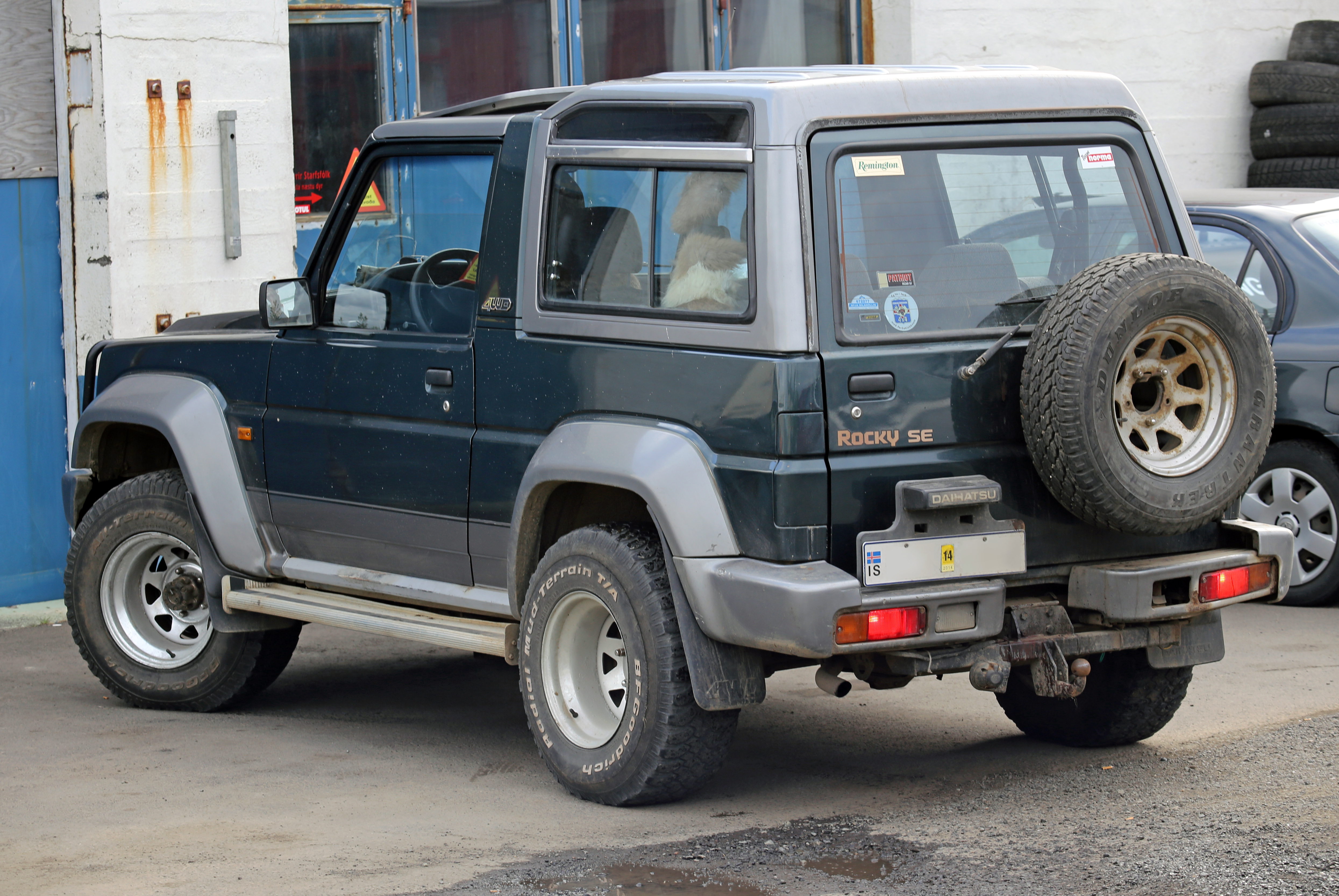
Daihatsu Rocky Face arrière
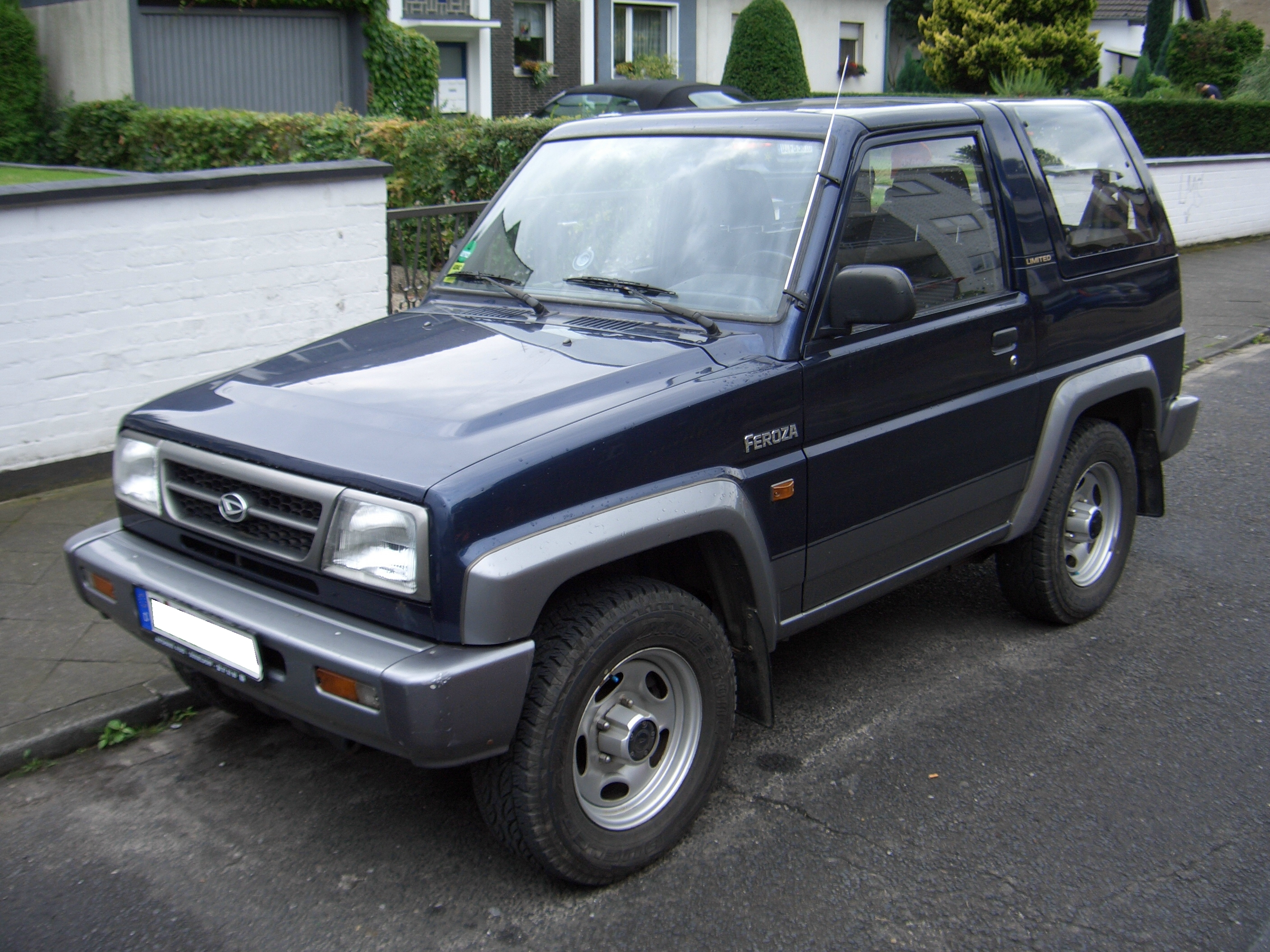
Daihatsu Feroza Phase 2